# Roma Calcio Femminile 2018-2019
Questa voce raccoglie le informazioni riguardanti la Società Sportiva Dilettantistica Roma Calcio Femminile nelle competizioni ufficiali della stagione 2018-2019.

## Divise e sponsor
La tenuta ripropone lo schema che riprende i colori sociali utilizzati dalla Roma maschile, ovvero maglia e pantaloncini cremisi con inserti oro con calzettoni oro, bianchi o neri per la prima, e completamente bianca tranne i calzettoni, bianchi o oro, per la seconda.
|  | 1ª divisa |  | 2ª divisa |

## Organigramma societario
Dati tratti dal sito ufficiale
Area amministrativa
- Presidente: Marco Palagiano
- Direttore tecnico: Giulio Casaroli
- Responsabile commerciale e marketing: Massimo Emili
- Responsabile della comunicazione: Maria Quintarelli
- Responsabile logistica: Nicola D'Agnelli
- Dirigente accompagnatore: Patrizia Martella

Area tecnica
- Allenatore: Luigi Colantuoni
- Preparatore atletico: Alberto Donati
- Fisioterapista: Piera Pani

## Rosa
Rosa e ruoli come da sito societario e Football.it
| N. |                    | Ruolo | Calciatrice               |
| -- | ------------------ | ----- | ------------------------- |
| 2  | Italia (bandiera)  | D     | Livia Michelle Capparelli |
| 3  | Italia (bandiera)  | D     | Clarissa Romanzi          |
| 4  | Italia (bandiera)  | C     | Lara Barbieri             |
| 5  | Italia (bandiera)  | D     | Noemi Cortelli            |
| 7  | Italia (bandiera)  | A     | Alessia Ietto             |
| 8  | Albania (bandiera) | C     | Greis Domi                |
| 9  | Italia (bandiera)  | A     | Serena Landa              |
| 10 | Italia (bandiera)  | A     | Lucia Conte               |
| 11 | Italia (bandiera)  | C     | Federica Polverino        |
| 12 | Italia (bandiera)  | P     | Dalila Di Cicco           |
| 14 | Italia (bandiera)  | D     | Martina Sclavo            |
| 16 | Italia (bandiera)  | C     | Alessandra Pisani         |
| 17 | Italia (bandiera)  | C     | Ilaria Filippi            |
| 18 | Canada (bandiera)  | A     | Jade Kovacevic            |

| N. |                     | Ruolo | Calciatrice         |
| -- | ------------------- | ----- | ------------------- |
| 20 | Italia (bandiera)   | D     | Debora Naticchioni  |
| 22 | Germania (bandiera) | A     | Nina Felgendreher   |
| 23 | Italia (bandiera)   | D     | Manuela Checchi     |
| 24 | Italia (bandiera)   | P     | Emma Guidi          |
| 45 | Italia (bandiera)   | D     | Claudia Silvi       |
| 99 | Italia (bandiera)   | A     | Noemi Visentin      |
|    | Italia (bandiera)   | P     | Sara Penzo          |
|    | Italia (bandiera)   | P     | Francesca Antonelli |
|    | Italia (bandiera)   | D     | Chiara Capitta      |
|    | Italia (bandiera)   | D     | Fabiana Fusco       |
|    | Italia (bandiera)   | D     | Sara Boldrini       |
|    | Italia (bandiera)   | C     | Martina Berarducci  |
|    | Italia (bandiera)   | C     | Giulia Boldrini     |

## Calciomercato

### Sessione estiva
| Acquisti | Acquisti           | Acquisti          | Acquisti    |
| R.       | Nome               | da                | Modalità    |
| -------- | ------------------ | ----------------- | ----------- |
| P        | Dalila Di Cicco    |                   | definitivo  |
| P        | Emma Guidi         | San Zaccaria      | definitivo  |
| P        | Sara Penzo         | Lazio             | definitivo  |
| D        | Sara Boldrini      | Roma XIV          | definitivo  |
| D        | Manuela Checchi    | Lazio             | definitivo  |
| D        | Fabiana Fusco      | Lazio             | definitivo  |
| D        | Clarissa Romanzi   | Res Roma          | definitivo  |
| D        | Claudia Silvi      | Latina            | definitivo  |
| C        | Giulia Boldrini    | Roma XIV          | definitivo  |
| C        | Alessandra Dri     | Tavagnacco        | in prestito |
| C        | Alessandra Pisani  |                   | definitivo  |
| C        | Federica Polverino | Napoli Dream Team | definitivo  |
| A        | Nina Felgendreher  | Erlangen          | definitivo  |
| A        | Ilaria Filippi     | Latina            | definitivo  |
| A        | Alessia Ietto      | Latina            | definitivo  |
| A        | Serena Landa       | Real Meda         | definitivo  |

| Cessioni | Cessioni            | Cessioni        | Cessioni   |
| R.       | Nome                | a               | Modalità   |
| -------- | ------------------- | --------------- | ---------- |
| P        | Valentina Casaroli  | Roma            | definitivo |
| P        | Licia Felicella     | Lazio           | definitivo |
| P        | Viola Maurilli      |                 |            |
| D        | Federica Bevilacqua | Roma XIV        | definitivo |
| D        | Aurora Cacchioni    |                 |            |
| D        | Noemi Cortelli      |                 |            |
| D        | Antonella Morra     |                 |            |
| D        | Chiara Vigliucci    |                 |            |
| C        | Martina Berarducci  |                 |            |
| C        | Giulia Carbone      |                 |            |
| C        | Chiara Lorè         | Lazio           | definitivo |
| C        | Giulia Monaco       |                 |            |
| C        | Giulia Norido       |                 |            |
| C        | Sonia Maria O'Neill | Pink Sport Time | definitivo |
| C        | Erika Pecchia       |                 |            |
| C        | Silvia Pisano       | Inter Milano    | definitivo |
| C        | Elena Proietti      | Lazio           | definitivo |
| C        | Alice Tumbarello    |                 |            |
| C        | Julia Weithofer     | Lazio           | definitivo |
| A        | Emanuela Pedullà    | Lazio           | definitivo |

### Sessione invernale
| Acquisti | Acquisti       | Acquisti   | Acquisti    |
| R.       | Nome           | da         | Modalità    |
| -------- | -------------- | ---------- | ----------- |
| D        | Noemi Cortelli |            | svincolata  |
| C        | Lara Barbieri  | Sassuolo   | [ 21 ]      |
| C        | Greis Domi     | Fiorentina | in prestito |
| A        | Jade Kovacevic |            | [ 23 ]      |

| Cessioni | Cessioni | Cessioni | Cessioni |
| R.       | Nome     | a        | Modalità |
| -------- | -------- | -------- | -------- |

## Risultati

### Serie B

#### Girone di andata
| Arbitro: | Baronti (Pistoia) |

|                                  |           |              |
| Landa 87’ Polverino 90+3’ (rig.) | Marcatori | 15’ S. Guidi |

| Arbitro: | Zucchetti (Foligno) |

|  |           |                     |
|  | Marcatori | 24’ Silvi 83’ Ietto |

| Arbitro: | Bianchini (Terni) |

|           |           |  |
| Ietto 83’ | Marcatori |  |

| Arbitro: | Gregoris (Pescara) |

|                     |           |               |
| Landa 12’ Silvi 55’ | Marcatori | 86’ Fortunati |

| Arbitro: | Castellone (Napoli) |

|  |           |              |
|  | Marcatori | 84’ Visentin |

| Arbitro: | Di Cicco (Lanciano) |

|  |           |                                               |
|  | Marcatori | 18’ Cameron 43’ (rig.) Montecucco 90’ Cimatti |

| Arbitro: | Calzavara (Varese) |

|                           |           |           |
| Pecchini 14’ Gelmetti 49’ | Marcatori | 75’ Ietto |

| Arbitro: | Crezzini (Siena) |

|           |           |                                    |
| Landa 51’ | Marcatori | 24’ Pandini 50’ Baresi 90+3’ Costi |

| Arbitro: | Duzel (Castelfranco Veneto) |

|                                        |           |              |
| De Vecchis 8’ Begič 11’, 79’ Acuti 17’ | Marcatori | 31’ Visentin |

| Roma 6 gennaio 2019, ore 14:30 CET 10ª giornata | Roma CF             | 0 – 0 referto | Cittadella | Centro sportivo Certosa\| Arbitro: \| Castellone (Napoli) \| |
| Arbitro:                                        | Castellone (Napoli) |               |            |                                                              |

| Arbitro: | Tesi (Lucca) |

|              |           |                          |
| Nietante 54’ | Marcatori | 63’ Filippi 75’ Visentin |

#### Girone di ritorno
| Arbitro: | Taricone (Perugia) |

|                                                  |           |                      |
| Bizzocchi 40’ Porcarelli 48’ Petralia 62’ (rig.) | Marcatori | 21’ (rig.) Polverino |

| Arbitro: | Zucchetti (Foligno) |

|                                     |           |  |
| Kovacevic 2’ Visentin 33’ Ietto 79’ | Marcatori |  |

| Arbitro: | Edoardo Papale (Torino) |

|  |           |              |
|  | Marcatori | 33’ Visentin |

| Arbitro: | Paul Leonard Mihalache (Terni) |

|  |           |                                                                                |
|  | Marcatori | 5’, 29’ Conte 13’, 19’ Filippi 16’ (aut.) Verro 35’ Kovacevic 84’ Felgerdreher |

| Arbitro: | Di Cicco (Lanciano) |

|                         |           |  |
| Landa 42’ Kovacevic 87’ | Marcatori |  |

| Arbitro: | Catanoso (Reggio Calabria) |

|                     |           |  |
| Montecucco 17’, 75’ | Marcatori |  |

| Arbitro: | Alberto Arena (Torre del Greco) |

|               |           |  |
| Kovacevic 62’ | Marcatori |  |

| Arbitro: | Gasperotti (Rovereto) |

|                                                     |           |                                  |
| D'Adda 14’ Marinelli 21’, 35’ Rognoni 55’ Costi 90’ | Marcatori | 1’ Barbieri 22’ (rig.) Polverino |

| Arbitro: | Taricone (Perugia) |

|  |           |                         |
|  | Marcatori | 86’ Acuti 90+2’ Morucci |

| Arbitro: | Cannata (Faenza) |

|                          |           |                           |
| Piovani 25’ Kastrati 71’ | Marcatori | 4’ Visentin 59’ Kovacevic |

| Arbitro: | Romaniello (Napoli) |

|           |           |            |
| Ietto 71’ | Marcatori | 87’ Fracas |

### Coppa Italia

#### Primo turno
Triangolare 1
| Arbitro: | Centi (Viterbo) |

|                     |           |  |
| Conte pt’ Landa st’ | Marcatori |  |

| Arbitro: | Taricone (Perugia) |

|  |           |                                      |
|  | Marcatori | 29’ Conte 46’ Landa 82’ Felgendreher |

#### Ottavi di finale
| Arbitro: | Muras (Sassari) |

|                              |           |                    |
| Ietto 82’ (rig.) Landa 90+3’ | Marcatori | 22’ (aut.) Romanzi |

#### Quarti di finale
| Arbitro: | Cavaliere (Paola) |

|                                    |           |                                                                    |
| Landa 14’ Filippi 25’ Visentin 70’ | Marcatori | 24’ Piemonte 50’ Zecca 66’, 90+6’ Greggi 80’ Bartoli 87’ Coluccini |

| Arbitro: | Grasso (Ariano Irpino) |

|                                      |           |                 |
| Piemonte 5’ Bernauer 34’ Pugnali 81’ | Marcatori | 90+2’ Polverino |

## Statistiche

### Statistiche di squadra
| Competizione | Punti | In casa | In casa | In casa | In casa | In casa | In casa | In trasferta | In trasferta | In trasferta | In trasferta | In trasferta | In trasferta | Totale | Totale | Totale | Totale | Totale | Totale | DR |
| Competizione | Punti | G       | V       | N       | P       | Gf      | Gs      | G            | V            | N            | P            | Gf           | Gs           | G      | V      | N      | P      | Gf     | Gs     | DR |
| ------------ | ----- | ------- | ------- | ------- | ------- | ------- | ------- | ------------ | ------------ | ------------ | ------------ | ------------ | ------------ | ------ | ------ | ------ | ------ | ------ | ------ | -- |
| Serie B      | 36    | 11      | 6       | 2       | 3       | 13      | 11      | 11           | 5            | 1            | 5            | 20           | 19           | 22     | 11     | 3      | 8      | 33     | 30     | +3 |
| Coppa Italia | -     | 3       | 2       | 0       | 1       | 8       | 7       | 2            | 1            | 0            | 1            | 4            | 3            | 5      | 3      | 0      | 2      | 12     | 10     | +2 |
| Totale       | -     | 14      | 8       | 2       | 4       | 21      | 18      | 13           | 6            | 1            | 6            | 24           | 22           | 27     | 14     | 3      | 10     | 45     | 40     | +5 |

### Andamento in campionato
| Giornata  | 1 | 2 | 3 | 4 | 5 | 6 | 7 | 8 | 9 | 10 | 11 | 12 | 13 | 14 | 15 | 16 | 17 | 18 | 19 | 20 | 21 | 22 |
| --------- | - | - | - | - | - | - | - | - | - | -- | -- | -- | -- | -- | -- | -- | -- | -- | -- | -- | -- | -- |
| Luogo     | C | T | C | C | T | C | T | C | T | C  | T  | T  | C  | T  | T  | C  | T  | C  | T  | C  | T  | C  |
| Risultato | V | V | V | V | V | P | P | P | P | N  | V  | P  | V  | V  | V  | V  | P  | V  | P  | P  | N  | N  |
| Posizione | 1 | 1 | 1 | 1 | 1 | 2 | 3 | 4 | 5 | 6  | 4  | 5  | 5  | 5  | 4  | 4  | 5  | 4  | 5  | 5  | 5  | 5  |

Legenda:

Luogo: C = Casa; T = Trasferta. Risultato: V = Vittoria; N = Pareggio; P = Sconfitta.

### Statistiche delle giocatrici
| Giocatore       | Serie B  | Serie B | Serie B     | Serie B    | Coppa Italia | Coppa Italia | Coppa Italia | Coppa Italia | Totale   | Totale | Totale      | Totale     |
| Giocatore       | Presenze | Reti    | Ammonizioni | Espulsioni | Presenze     | Reti         | Ammonizioni  | Espulsioni   | Presenze | Reti   | Ammonizioni | Espulsioni |
| --------------- | -------- | ------- | ----------- | ---------- | ------------ | ------------ | ------------ | ------------ | -------- | ------ | ----------- | ---------- |
| F. Antonelli    | -        | -       | -           | -          | 0            | 0            | 0            | 0            | 0        | 0      | 0           | 0          |
| L. Barbieri     | 15       | 1       | 1           | 0          | 2            | 0            | 0            | 0            | 17       | 1      | 1           | 0          |
| M. Berarducci   | 1        | 0       | 0           | 0          | -            | -            | -            | -            | 1        | 0      | 0           | 0          |
| G. Boldrini     | 0        | 0       | 0           | 0          | 1            | 0            | 0            | 0            | 1        | 0      | 0           | 0          |
| S. Boldrini     | 0        | 0       | 0           | 0          | 0            | 0            | 0            | 0            | 0        | 0      | 0           | 0          |
| C. Capitta      | -        | -       | -           | -          | -            | -            | -            | -            | -        | -      | -           | -          |
| L. Capparelli   | 11       | 0       | 3           | 1          | 2            | 0            | 0            | 0            | 13       | 0      | 3           | 1          |
| M. Checchi      | 11       | 0       | 3           | 0          | 2            | 0            | 0            | 0            | 13       | 0      | 3           | 0          |
| L. Conte        | 21       | 2       | 3           | 0          | 3            | 1            | 0            | 0            | 24       | 3      | 3           | 0          |
| N. Cortelli     | 12       | 0       | 3           | 1          | 3            | 0            | 0            | 0            | 15       | 0      | 3           | 1          |
| D. Di Cicco     | 3        | -3      | 0           | 0          | 0            | 0            | 0            | 0            | 3        | -3     | 0           | 0          |
| G. Domi         | 13       | 0       | 1           | 0          | 2            | 0            | 0            | 0            | 15       | 0      | 1           | 0          |
| A. Dri          | 7        | 0       | 1           | 0          | 2            | 0            | 0            | 0            | 9        | 0      | 1           | 0          |
| N. Felgendreher | 15       | 1       | 0           | 0          | 2            | 1            | 0            | 0            | 17       | 2      | 0           | 0          |
| I. Filippi      | 21       | 3       | 5           | 0          | 4            | 1            | 0            | 0            | 25       | 4      | 5           | 0          |
| F. Fusco        | 0        | 0       | 0           | 0          | 0            | 0            | 0            | 0            | 0        | 0      | 0           | 0          |
| E. Guidi        | 20       | -27     | 0           | 0          | 4            | -10          | 0            | 0            | 24       | -37    | 0           | 0          |
| A. Ietto        | 20       | 5       | 1           | 0          | 4            | 1            | 0            | 0            | 24       | 6      | 1           | 0          |
| J. Kovacevic    | 10       | 5       | 0           | 0          | 2            | 0            | 0            | 0            | 12       | 5      | 0           | 0          |
| S. Landa        | 20       | 4       | 2           | 0          | 4            | 3            | 0            | 0            | 24       | 7      | 2           | 0          |
| D. Naticchioni  | 4        | 0       | 0           | 0          | 1            | 0            | 0            | 0            | 5        | 0      | 0           | 0          |
| S. Penzo        | -        | -       | -           | -          | -            | -            | -            | -            | -        | -      | -           | -          |
| A. Pisani       | 10       | 0       | 0           | 0          | 1            | 0            | 0            | 0            | 11       | 0      | 0           | 0          |
| F. Polverino    | 19       | 3       | 0           | 0          | 2            | 1            | 0            | 0            | 21       | 4      | 0           | 0          |
| C. Romanzi      | 13       | 0       | 4           | 0          | 3            | 0            | 0            | 0            | 16       | 0      | 4           | 0          |
| M. Sclavo       | 21       | 0       | 4           | 1          | 3            | 0            | 1            | 0            | 24       | 0      | 5           | 1          |
| C. Silvi        | 22       | 2       | 4           | 0          | 4            | 0            | 1            | 0            | 26       | 2      | 5           | 0          |
| N. Visentin     | 18       | 6       | 5           | 0          | 4            | 1            | 0            | 0            | 22       | 7      | 5           | 0          |